# Leni Riefenstahl, la lumière et les ombres

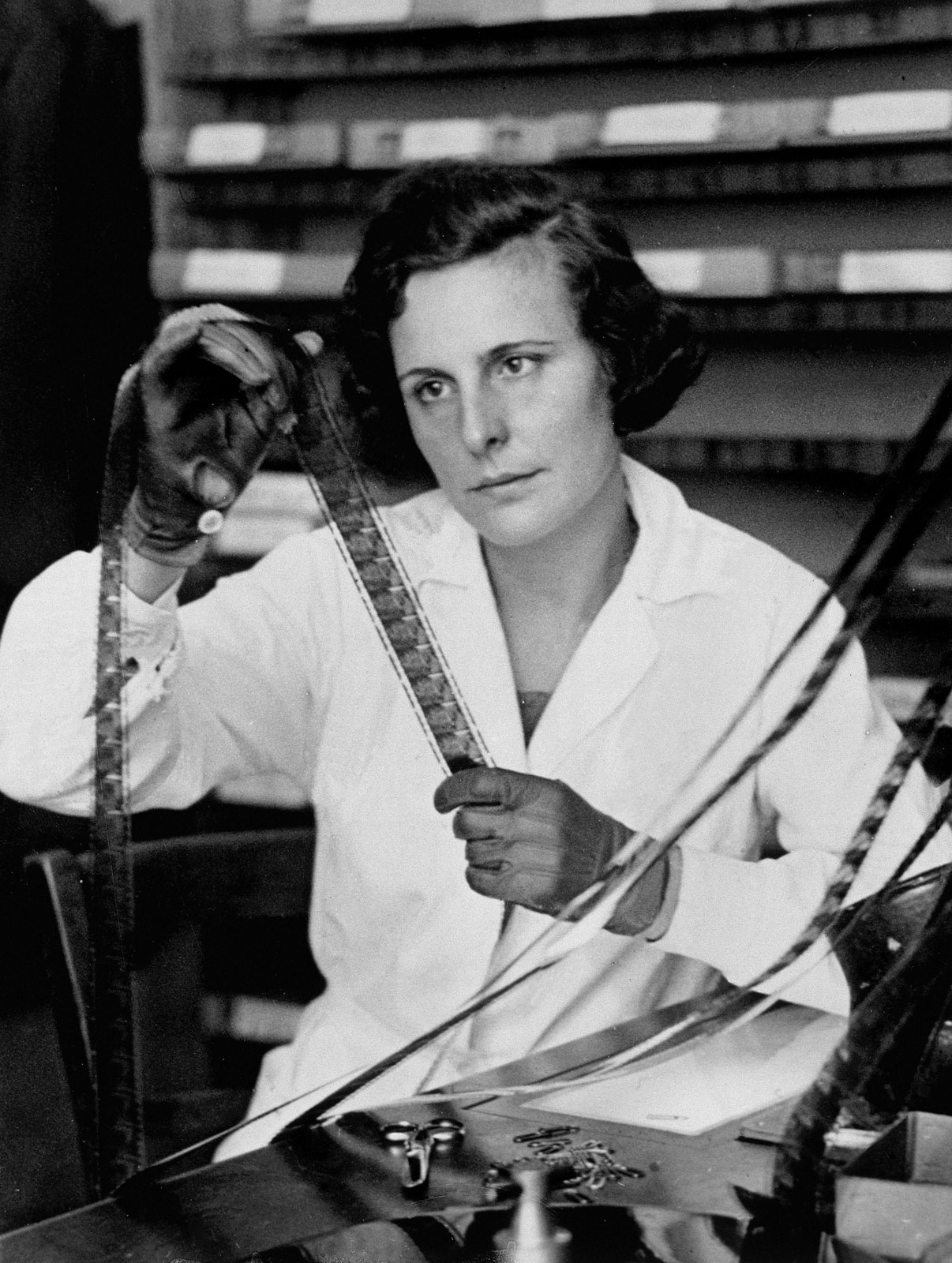
La réalisatrice Leni Riefenstahl à l'œuvre.

Leni Riefenstahl, la lumière et les ombres (titre original allemand :  Leni Riefenstahl) est un film documentaire allemand réalisé par Andres Veiel, sorti en 2024 et dont le sujet est la biographie et les mensonges de la réalisatrice allemande Leni Riefenstahl égérie et propagandiste du Troisième Reich.

## Synopsis
Leni Riefenstahl, enregistrait ses conversations téléphoniques à partir des années 1950 sur des cassettes audio. Elle conservait toutes ses archives soigneusement classées. En confrontant sa biographie officielle, à ses archives personnelles et à différents documents télévisés des années 1970, le réalisateur Andres Veiel dresse le portait d'une cinéaste apologue du Troisième Reich, qui ne renie aucun de ses engagements politiques tout en minimisant son propre rôle dans le pouvoir nazi après-guerre au nom de l'Art pour l'Art, alors que l'ouverture de ses 700 boites archives démontrent le contraire. Leni Riefenstahl apparaît arriviste, narcissique et sans aucun remords ni regrets.

## Distribution
- Leni Riefenstahl

## Réception
Dans Télérama, parle du « portrait complexe et démystificateur d’une artiste plus idéologue qu’elle voulait bien le dire ».
Murielle Joudet, critique au Monde, apprécie le travail d'Andres Veiel quant à restituer l'œuvre de Riefenstahl.
Norbert Creutz, du Temps, trouve pour sa part que ce documentaire retrace très bien la vie et le parcours de Riefenstahl.  
Dans Critikat, Emmanuelle Kotek loue quant à elle la réalisation qui consiste à jouer avec des extraits des films ainsi que des déclarations de la cinéaste afin de montrer ses propres contradictions, notant que le documentaire d'Andres Veiel tend à devenir un discours sur le pouvoir mêmes de l'image, "spectrale, manipulatrice, surpuissante".  
Dans Les Echos, Adrien Gombeaud note que le documentaire est riche et solide, évoquant le regard de chacun sur des crimes du passé.  
Jacky Bornet décrit sur le site de France Info un documentaire remarquable où se mêlent images et sons d'archives des années 30 aux années 70.   
Enfin, Céline Rouden de La Croix décrit un documentaire déconstruisant le mythe créé autour de Riefenstahl.   